# 배효원
배효원(1988년 10월 16일 ~ )은 대한민국의 배우이다.

## 학력
- 세종대학교 영화예술학과

## 출연작

### 영화
- 《갱》 (2020년) - 양호선생 역
- 《로마의 휴일》 (2017년) - 인질녀 1 역
- 《타투: 새기고 사라지다》 (2013년) - 수현 역
- 《미쓰GO》 (2012년) - 짧은 치마녀 역
- 《위도》 (2011년) - 수진 역

### 드라마
- 《비밀의 숲》 (tvN, 2017년) - 양비서 역
- 《고양이띠 요리사》 (O'live, 2016년)
- 《태양의 후예》 (KBS2, 2016년) - 손효준 간호사 역
- 《연애의 발견》 (KBS2, 2014년) - 배효원 역
- 《당신은 왜 결혼하지 못 했을까?》 (E채널, 2012년) - 방은주 역
- 《신의 퀴즈 2》 (OCN, 2011년)